# Кайзер (Орегон)
Кайзер (англ. Keizer) — город в округе Марион, штат Орегон. По данным на 2020 год в городе проживают 39 376 человек, что делает его 14-м по численности населения городом в Орегоне. Расположен в долине Уилламетт и является частью метрополитенского статистического ареала Сейлем. Был назван в честь Томаса Дава Кейзура, который основал первое поселение в городе.

## История
Первоначально поселение находилось в Кайзер-Боттом, недалеко от берегов реки Уилламетт, но после наводнения 1862 года, жители перестроили свои дома на более высоких местах.
Постоянные наводнения мешали росту города, но после того, как в 1950-х годах были построены плотины на реке Уилламетт, поселение начало развиваться.
Город Сейлем много раз пытался присоединить поселение, и только в 1986 году Кайзер признали отдельным городом.

## География
Общая площадь города составляет 18,67 км², из которых 18,36 км² приходится на сушу, а 0,31 км² — на воду.

## Демография
По данным переписи 2010 года в городе проживало 36 478 человек, 13 703 домохозяйства и 9 498 семей. Плотность населения 1 986,5 человек на км2. Расовый состав: 82,5 % белых, 0,8 % афроамериканцев, 1,3 % коренных американцев, 1,6 % азиатов, 0,6 % жителей островов Тихого океана, 9,0 % представителей других рас. Средний возраст в городе составил 35,7 лет.

## Культура
В городе проходит ежегодный фестиваль KeizerFEST, связанный с выращиванием ирисов. Фестиваль был основан компанией Schreiner’s Iris Gardens и проводится с 1987 года. На мероприятии проходят карнавалы, ярмарки, парад и выставки старых автомобилей.
В центре города находится Музей наследия Кайзера, также издается городская газета Keizertimes.

## Известные люди
- Грейсон Бучер
- Дин Кастроново
- Дэниел Хокансон